# Archaeopteris
Archaeopteris é um gênero extinto de árvore progimnosperma com folhas semelhantes às das samambaias. Sendo um fóssil guia bastante útil, ele é encontrado em estratos que datam do Devoniano Superior ao Carbonífero Inferior (383 a 323 milhões de anos atrás), sendo os fósseis mais antigos de 385 milhões de anos. Tinham distribuição global.
Até a descoberta de Wattieza em 2007, muitos cientistas consideravam Archaeopteris a árvore mais antiga conhecida. Com brotos, articulações de galhos reforçadas e troncos ramificados semelhantes à madeira de hoje, é mais uma reminiscência das modernas árvores portadoras de sementes do que outros táxons portadores de esporos; Combina características de árvores lenhosas e samambaias herbáceas, e pertence às progimnospermas, um grupo de plantas extintas com madeira semelhante a gimnospermas, mas que produzem esporos em vez de sementes.

## Taxonomia
John William Dawson descreveu o gênero em 1871. O nome é derivado do grego antigo, ἀρχαῖος (archaīos, "antigo"), e πτέρις (ptéris, "feto"). Archaeopteris foi originalmente classificada como uma samambaia, e permaneceu assim por mais de 100 anos. Em 1911, o paleontólogo e paleobotânico russo Mikhail Zalessky descreveu um novo tipo de lenho fossilizado da bacia de Donets, na atual Ucrânia. Ele a nomeou de Callixylon, embora não tenha encontrado nenhuma estrutura além do tronco. A semelhança com o lenho das coníferas foi reconhecida na análise. Também foi observado que samambaias do gênero Archaeopteris foram frequentemente encontradas associadas a fósseis de Callixylon.
Na década de 1960, o paleontólogo Charles B. Beck demonstrou que a madeira fóssil conhecida como Callixylon e as folhas conhecidas como Archaeopteris eram, na verdade, partes da mesma planta. Era uma planta com uma mistura de características não vistas em nenhuma planta viva, uma ligação entre as verdadeiras gimnospermas e samambaias.
O gênero Archaeopteris é colocado na ordem Archaeopteridales e família Archaeopteridaceae. O nome é semelhante ao do primeiro pássaro emplumado conhecido, Archaeopteryx, mas neste caso refere-se à natureza semelhante a uma samambaia das folhas da planta.

### Relação com espermatófitas
Archaeopteris é um membro de um grupo de plantas lenhosas de esporos livres chamados progimnospermas que são interpretados como ancestrais distantes das gimnospermas. A Archaeopteris se reproduzia liberando esporos em vez de produzir sementes, mas algumas espécies, como a Archaeopteris halliana eram heterosporadas, produzindo dois tipos de esporos. Acredita-se que isso represente um passo inicial na evolução das plantas vasculares para a reprodução por sementes, que apareceu pela primeira vez no grupo de gimnospermas mais antigo e extinto há muito tempo, as samambaias de sementes (Pteridospermatophyta). As coníferas ou Pinophytas são uma das quatro divisões de gimnospermas existentes que surgiram das samambaias durante o período Carbonífero.

## Descrição
As árvores deste gênero cresciam até cerca de 24 metros, com folhagem frondosa que lembra de algumas coníferas. As grandes frondes semelhantes a samambaias eram densamente inseridas com folhetos ou pinas em forma de leque. Os troncos podiam passar de 1,5 metro de diâmetro. Os ramos eram dispostos em espiral e uma estípula bifurcada se localizava na base de cada ramo. Dentro de um galho, os brotos frondosos estavam arranjados de maneira oposta em um único plano. Nos ramos férteis, algumas das folhas eram substituídas por esporângios (cápsulas de esporos).

## Outras adaptações modernas
Além de seu tronco lenhoso, Archaeopteris possuía outras adaptações modernas à interceptação de luz e talvez também à sazonalidade. O grande leque de frondes parece ter sido bastante otimizado para interceptação de luz no nível do dossel. Em algumas espécies, as pínulas eram moldadas e orientadas para evitar o sombreamento umas às outras. Há evidências de que folhas inteiras eram lançadas juntas como unidades únicas, talvez sazonalmente como a folhagem decídua moderna ou como árvores da família dos ciprestes, Cupressaceae.

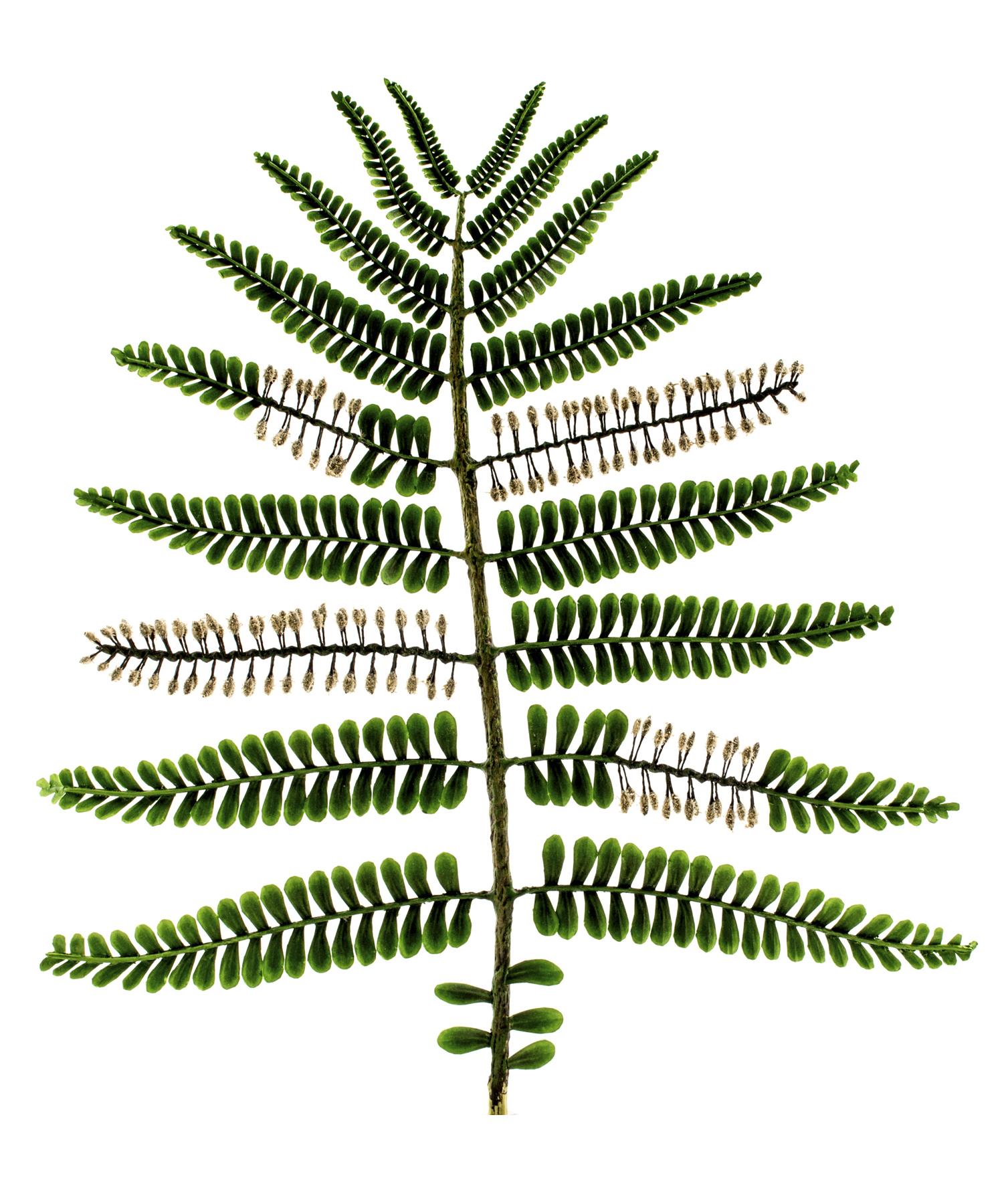
Archaeopteris sp. – reconstrução do Museu de Ciências MUSE, em Trento

A planta tinha zonas nodais que teriam sido locais importantes para o desenvolvimento posterior de raízes e galhos laterais. Alguns ramos eram latentes e adventícios, semelhantes aos produzidos por árvores vivas que eventualmente se transformam em raízes. Antes dessa época, raízes rasas e rizomatosas eram a norma, mas com Archaeopteris, sistemas radiculares mais profundos estavam sendo desenvolvidos que poderiam suportar um crescimento cada vez maior.

## Habitat
Evidências indicam que as Archaeopteris preferiam solos úmidos, crescendo perto de sistemas fluviais e em florestas de várzea. Teria formado uma parte significativa da vegetação do dossel das florestas primitivas. A respeito do surgimento da Archaeopteris no cenário mundial, Stephen Scheckler, professor de biologia e ciências geológicas no Instituto Politécnico da Virgínia, diz: "Quando a Archaeopteris apareceu, rapidamente se tornou a árvore dominante em toda a Terra. Em todas as áreas de terra que eram habitáveis, todos eles tinham essa árvore".
Uma espécie, a Archaeopteris notosaria, foi descrita dentro do que era então o círculo antártico: folhas e estruturas férteis foram identificadas no lagerstätte de Waterloo Farm, no que hoje é a África do Sul.
Scheckler acredita que Archaeopteris teve um papel importante na transformação de seu ambiente terrestre e fluvial.
| “ | Seus detritos alimentavam os córregos e foi um fator importante na evolução dos peixes de água doce, cujos números e variedades explodiram naquela época, e influenciou a evolução de outros ecossistemas marinhos. Foi a primeira planta a produzir um extenso sistema radicular, [causando] assim um impacto profundo na química do solo. E uma vez que essas mudanças no ecossistema aconteceram, elas foram alteradas para sempre. Foi uma coisa única. | ” |

Parecendo mais ou menos com uma árvore de Natal, a Archaeopteris pode ter desempenhado um papel na transformação do clima da Terra durante o Devoniano antes de se extinguir em um curto período de tempo no começo do Carbonífero.